# اوک گروو (شهرستان کالاوراس کالیفرنیا)
اوک گروو (به انگلیسی: Oak Grove) یک منطقهٔ مسکونی در ایالات متحده آمریکا است که در شهرستان کالاوراس، کالیفرنیا واقع شده‌است. اوک گروو ۸۹ متر بالاتر از سطح دریا واقع شده‌است.